# 曼努埃尔·奥德里亚
曼努埃尔·阿图罗·奥德里亚·阿莫雷蒂（西班牙語：Manuel Arturo Odría Amoretti，1896年11月26日—1974年2月18日）是一位秘鲁军人，政治家，也被认为是秘鲁的军事独裁者。

## 早年生平
奥德里亚生于胡宁下辖的塔尔马城的一个军人家庭。1914年，奥德里亚一家移居到了利马，在利马，奥德里亚考入了乔里约斯军事学校。他成绩非常优异，甚至在当兵之余修习了科学专业。
1936年，奥德里亚被擢升为中校，驻扎在秘鲁北部城市皮乌拉。在1941年的秘厄战争中，他作战英勇，被称为民族英雄。战争结束后，奥德里亚受派前往美国学习，1946年到1947年1月，他成为何塞·路易斯·布斯塔曼特·里维罗总统的内阁部长，担任警察部长。

## 上台
1947年，由于弗朗西斯科·格拉尼亚·加兰的遇刺，布斯塔曼特政府和阿普拉党的关系持续恶化。1948年，奥德里亚向布斯塔曼特请求清除政府内部的阿普拉党遭到拒绝，此后奥德里亚被解职。在此时之后，大批右翼分子选择倒向军方，反对布斯塔曼特政府。奥德里亚怀疑布斯塔曼特和阿普拉党会结成同盟。1948年10月27日，他在阿雷基帕领导了一场针对政府的军事政变，在政变中，驻卡亚俄的军人首先控制了卡亚俄港，阻止了阿普拉党想要在卡亚俄进行叛乱的企图。
虽然库斯科、伊基托斯、特鲁希略和塔克纳的驻军没有及时进行行动，但是在利马的军人们倒向奥德里亚后，政变胜负已分。布斯塔曼特匆忙地逃到了布宜诺斯艾利斯。奥德里亚和诺列加联手组建了一个军人临时政府。1948年11月1日，奥德里亚就任总统。
奥德里亚于1948年11月1日上台领导军政府，军政府镇压了公民的私人自由，特别是阿普拉党。阿普拉党的主要领导人被监禁或放逐。阿亚·德·拉·托雷在哥伦比亚大使馆避难，直到1954年他被允许流亡之前一直在那里。秘鲁共产党也被立法禁止。
经济转向了自由主义。军政府聘请了建议秘鲁执行自由市场体系的朱利叶斯·克莱因担任经济顾问。 奥德里亚取消一定的补贴，不过另一方面，它也为工人提供了社会福利：军政府规范化了工伤保险和社会保障，修改了工作时长和法定假期，解决了一部分工人的工资拖欠问题。同时，军政府也成立了劳动部，以传达工人的要求，还建立专门用于学校建筑的国家教育基金和国家卫生基金，制定了旨在扩大全国教育范围的教育计划，颁布了采矿法以规范秘鲁采矿行业。
1950年选举中，因为反对派候选人埃内斯托·蒙塔涅将军被逮捕，奥德里亚再次当选总统。
遵循他的座右铭“事实而非言语”，奥德里亚制定了一项宏大的公共工程计划，他在秘鲁各地修建了大量的医院、学校、教堂和酒店，特别是家乡塔尔马和“英雄之城”塔克纳，由于朝鲜战争导致出口增加，因此经济上的有利局面使奥德里亚政府受益。与此同时，奥德里亚政府也在压迫公民政治权利。亚历杭德罗·埃斯帕萨·扎尼亚尔图被认为是一个极端残暴的特务头子。
奥德里亚提高了教育预算，胡安·门多萨·罗德里格斯上校成为了教育部长，在他的推动下，秘鲁教育发生了极大的改观。同时，秘鲁也建立了一些工厂和渔业公会。在此期间，秘鲁国家体育场建成，也有不少道路被修成。在北部，基罗斯河被引导到了皮乌拉附近以灌溉北部的农田。同时，在1955年，秘鲁立法授予妇女投票权。

## 下台
1955年阿雷基帕发生暴动以后，奥德里亚逐渐感到力不从心，因此他并没有参加1956年的选举。尽管1962年他希望再次干预秘鲁政治，但由于里卡多·佩雷斯·戈多伊的政变，奥德里亚上台失败。
1974年2月18日，奥德里亚死于心肌梗塞。